# 杰基·丁金斯
杰基·丁金斯（英語：Jackie Dinkins，1950年1月22日—1983年3月7日），美国NBA联盟前职业篮球运动员。他在1971年的NBA选秀中第9轮第14顺位被芝加哥公牛选中。